# 江户布目蛤
江户布目蛤（学名：Protothaca jadoensis），是帘蛤目帘蛤科的一种。舊屬布目蛤屬，但現時這個屬已被併入其他分類。
主要分布于韩国、中国大陆，常栖息在潮间带。